# Bestiari d'Aberdeen
El Bestiari d'Aberdeen (Biblioteca de la Universitat d'Aberdeen, Univ. Lib. MS 24) és un manuscrit anglès en llatí del segle xii il·lustrat amb imatges d'animals. El bestiari descriu una gran quantitat d'animals (reals i ficticis) i els seus costums. L'obra figurà per primera vegada l'any 1542 en l'inventari de l'Old Royal Library (Antiga Biblioteca Reial) del palau de Westminster.
Els precursors i l'origen de l'escrit són en part incerts. Probablement ve del segle xii i era propietat d'un patró de l'Església. El Bestiari d'Aberdeen té relació amb altres bestiaris de l'edat mitjana i, sobretot, amb l'Ashmole Bestiary. Fins i tot hi ha qui diu que el Bestiari d'Aberdeen és el més antic dels dos.
- Foli 2 recto: Creació dels ocells i dels peixos
- Foli 11r: Castor i cabra

- Foli 5 per davant: Adam dona nom als animals
- Foli 11 recto: Castor rosegant un tronc
- Foli 66r: Basilisc